# 等离子体重组
等离子体复合 是等离子体的正自由捕获离子（高能）电子并与电子或负离子结合形成新的中性原子（气体）的过程。 复合是放热反应，即放热反应。 除了由氢（或其同位素）组成的等离子体外，还可能存在多个带电离子。 因此，单个电子捕获导致离子电荷减少，但不一定是中性原子或分子。
| basic | basic  | 轉變為 | 轉變為 | 轉變為       | 轉變為 |
| basic | basic  | 固態   | 液態   | 氣態         | 電漿態 |
| 從    | 固態   |        | 熔化   | 昇華         |        |
| 從    | 液態   | 凝固   |        | 汽化         |        |
| 從    | 氣態   | 凝華   | 液化   |              | 电离   |
| 從    | 電漿態 |        |        | 等离子体重组 |        |